# Ортопіроксени
Ортопіроксени, ромбічні піроксени (рос. ортопироксены, англ. orthopyroxenes, нім. Ortopyroxen-Familie f, Orthopyroxene m pl) — мінерали групи піроксенів.

## Загальний опис
Формула: (Mg, Fe)2[Si2O6].
Сингонія ромбічна.
Гол. члени неперервного ізоморфного ряду — енстатит (до 12 % Fe), бронзит (до 30 % Fe) і гіперстен (до 50 %).
Колір зелений.
Твердість 5-6.
Густина 3,1-3,6.
Домішки: Fe3+, Mn, Al, Ca, Ti.
Від грецьк. «ортос» — прямий і піроксени (A.Poldervaart, 1947).